# Caroline Rhea
Pour les articles homonymes, voir Rhéa.
Caroline Rhea est une actrice et scénariste québécoise, née le 13 avril 1964.
Caroline Rhea a eu une relation avec Costaki Economopoulos avec qui elle a eu une petite fille nommée Ava le 23 octobre 2008 à New-York. Leur relation a pris fin en 2010.

## Filmographie

### Actrice
- 1986 : Meatballs III: Summer Job : Fille sur la page #4
- 1993 : Fools for Love (TV) : Caroline Rhea
- 1995 : Pride & Joy (série télévisée) : Carol Green
- 1996 : The Shot : Directrice de casting
- 1996-2002 : Sabrina, l'apprentie sorcière (série télévisée) : Hilda Spellman
- 1997 : All-Star TGIF Magic (TV) : Animatrice
- 1999 : Man on the Moon : Fridays Melanie
- 2000 : Ready to Rumble : Eugenia King
- 2000 : Sexiest Bachelor in America Pageant (TV) : Animatrice
- 2000 : Chasseurs de vampire (Mom's Got a Date with a Vampire) (TV) : Lynette Hansen
- 2001 : On the Edge (TV) : Monica (segment "Happy Birthday")
- 2001 : Happy Birthday : Monica
- 2001 : The Santa Claus Brothers (TV) : Mme Claus
- 2002 : The Caroline Rhea Show (série télévisée) : Animatrice
- 2004 : The Biggest Loser (série télévisée) : Animatrice
- 2004 : Un Noël de folie ! (Christmas with the Kranks) : Candi
- 2005 : L'Homme parfait (The Perfect Man) : Gloria
- 2006 : La Vie de palace de Zack et Cody (série télévisée) : Saison 1 épisode 4 (Inspectrice)
- 2007-2015 : Phinéas et Ferb (série télévisée) : Linda, la mère de Phinéas (voix)
- 2007 : Two Dreadful Children (TV) (voix)
- 2007 : Dans la peau d'une ronde (To Be Fat Like Me) (TV) : Madelyn
- 2007 : Qui perd gagne (TV) : Animatrice (1) (sur TVA)
- 2012 : Un Noël sur mesure (The Christmas Consultant) (TV) : Maya Fletcher
- 2013 : Baby Daddy (série télévisée) : Jennifer Perrin, la mère de Riley
- 2015 : 2 Broke Girls (série télévisée) : Bonnie, hôtesse de l'air
- depuis 2019 : Sidney au Max  (série télévisée) : Judy, la mère de Max
- 2020 : Les Nouvelles Aventures de Sabrina (The Chilling Adventures of Sabrina) (TV) : la Hilda Spellman de l'Infini

### Scénariste
- 1993 : Fools for Love (TV)
- 2001 : Laughing Out Loud: America's Funniest Comedians (vidéo)

## Voix françaises
- Maïk Darah dans Sabrina, l'apprentie sorcière (1996-2003)
- Dorothée Jemma dans Chasseurs de vampire (2000)